# Pieve Ligure
Pieve Ligure (ligurisch Ceive) ist eine italienische Gemeinde in der Metropolitanstadt Genua mit 2401 Einwohnern (Stand 31. Dezember 2023). Sie liegt circa 15 Kilometer entfernt von der ligurischen Hauptstadt Genua zwischen den Gemeinden Bogliasco im Westen und Sori im Osten. Im Süden grenzt die Gemeinde an den Golfo Paradiso des Ligurischen Meers, während das gebirgige Hinterland im Norden unbewohnt ist. Hier überragen die Gipfel des Ligurischen Apennins den schmalen Küstenstreifen der Riviera di Levante.
In der Vergangenheit waren die Kommunen Sori und Pieve Ligure als Pieve di Sori vereint. Heute wird die Gemeinde Pieve Ligure inoffiziell in Pieve Bassa und Pieve Alta unterteilt.
Die Bewohner der Gemeinde werden in der Regel Pievesi genannt.